# Velika Planina
Velika Planina – wieś w Słowenii, w gminie Kamnik. W 2018 roku liczyła 2 mieszkańców. W 1985 roku otrzymała status niezależnej wsi. Obok dotychczasowych zabudowań powstały stopniowo nowe, tworząc osadę turystyczną, którą zaprojektował Vlasto Kopač. Na Veliką Planinę kursuje kolejka, która przewozi turystów od 1964 roku. W 2011 roku jej wagony zostały wymienione na nowe. Wjazd podzielony jest na dwa etapy: najpierw turystów zabiera na górę Nihalka, a w ciągu kolejnych 5 minut wwozi ona turystów na Šimnovec.